# San-Damiano
San-Damiano är en kommun i departementet Haute-Corse på ön Korsika i Frankrike. Kommunen ligger i kantonen Fiumalto-d'Ampugnani som tillhör arrondissementet Corte. År 2022 hade San-Damiano 54 invånare.

## Befolkningsutveckling
Antalet invånare i kommunen San-Damiano
Referens:INSEE